# Nathan Heald
Nathan Heald, né le 24 septembre 1775 à New Ipswich (New Hampshire) et mort le 27 avril 1832 à O'Fallon (Missouri), était un officier de l'armée américaine, pendant la guerre anglo-américaine de 1812. Il commandait le fort Dearborn à Chicago pendant la bataille de Fort Dearborn.

## Biographie
Heald était un capitaine en poste à Fort Wayne, dans l'Indiana, avant sa nomination à Fort Dearborn, où il a succédé au premier commandant du fort, John Whistler, en 1810. L'année suivante, Heald est retourné à Fort Wayne pour épouser Rebecca Wells, et est revenu au fort avec sa fiancée. Nathan et Rebecca ont eu 3 enfants : Marie, Darius et Marguerite.
Lors de la bataille de Fort Dearborn, Nathan Heald a reçu une balle dans la hanche et n'a jamais complètement récupéré, tandis que Rebecca a reçu au moins 6 balles au niveau des bras. Nathan a été promu major et, en 1814, a été libéré pour invalidité et a reçu une pension de 20 dollars par mois.
Ils ont vécu avec le père de Rebecca à Fort Wayne jusqu'en 1817, date à laquelle ils ont déménagé à O'Fallon (Missouri), et ont acheté le fort Zumwalt à Jacob Zumwalt, Sr. Nathan Heald meurt le 27 avril 1832, à l'âge de 56 ans, et fut enterré à fort Zumwalt. Il était un descendant de John Heald de Concord. Rebecca est décédée en 1857, à l'âge de 67 ans, et a également été enterrée à fort Zumwalt.
Érigé à Chicago en 1936, le Heald Square Monument porte son nom en son honneur.